# Kyes Peak

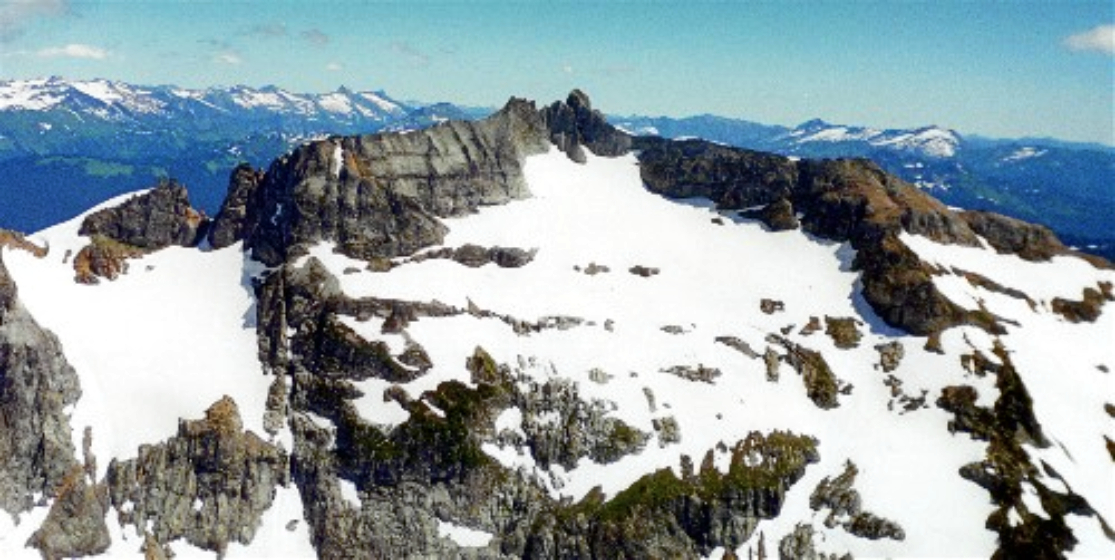
Kyes Peak vom Columbia Peak aus

Der Kyes Peak, auch als „Goblin Peak“ bekannt, ist ein Berg in der Henry M. Jackson Wilderness im US-Bundesstaat Washington. Der Kyes Peak ragt über 7.280 ft (2.219 m) auf. Zusammen mit dem Columbia Peak und dem Monte Cristo Peak bildet er ein Becken, das den Columbia-Gletscher und den Blanca Lake enthält. Er ist der höchste Gipfel in der Monte-Cristo-Gruppe.
Der Kyes Peak wurde einst als Goblin Peak kartiert und war den Bergeleuten und dem United States Forest Service früherer Zeiten als Mount Michigan bekannt. Der Name Kyes stammt von einem Mitglied der Erstbesteiger-Gruppe, James Ellsworth Kyes. Zusammen mit Reginald Bachelder erstieg er den Berg am 15. August 1920. Beide waren zu dieser Zeit Mitglieder der Everett Boy Scouts.
Es ist ungewöhnlich für einen Berg der Kaskadenkette in Washington, nach einer Person benannt zu sein, die ihn bestiegen hat. Die USGS stimmte der Umbenennung zu, da Kyes für sein aufopferungsvolles Kommando eines Zerstörers in der Atlantikschlacht geehrt werden sollte. Ein früherer Aufstieg auf den Berg gelang möglicherweise 1897 Thomas Gerdine von der USGS.:81–83